# Kastell Rutupiae
Das spätantike Kastell Rutupiae befindet sich in der Nähe des heutigen Richborough, Grafschaft Kent in England, Distrikt Dover.
Richborough war von 43 n. Chr. bis zum Ende ihrer Herrschaft, im Jahre 410, von den Römern besetzt. Seine Bedeutung erlangte es als Marinestützpunkt und Basislager für die Eroberung der Insel mit der Invasion Britanniens durch Kaiser Claudius im Jahre 43 n. Chr. Während der römischen Besatzungszeit entwickelte sich neben dem Kastell auch eine Zivilsiedlung bzw. ein wichtiger Handels- und Transithafen. Es war eines der beiden Haupttore zum römischen Britannien und somit eine der meistfrequentierten Anlaufstellen für den Schiffsverkehr, der die Insel mit Portus Itius/Gesoriacum (heute Boulogne-sur-Mer) an der gallischen Küste verband. Die römische Flotte kontrollierte von hier aus die Gewässer des Ärmelkanals und der Nordsee. Im 3. Jahrhundert war Rutupiae in die Kastellkette des sogenannten Litus Saxonicum (Sachsenküste) integriert, ein wichtiger Bestandteil des spätantiken Limes Britannicus.

## Name

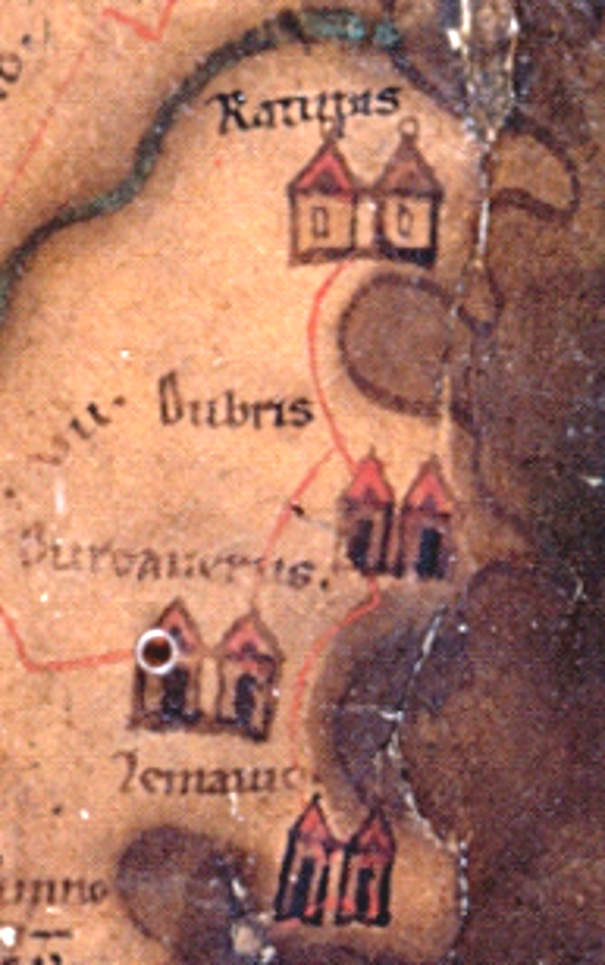
Die Route Canterbury - Richborough - Dover - Lympne auf der Tabula Peutingeriana (4. Jahrhundert)

Wahrscheinlich stammt der Name Rutupiae (= „trübes Wasser“ oder „die schlammige Flussmündung“) aus dem keltischen Sprachbereich.
- Richborough wird in der geographischen Abhandlung des Claudius Ptolemäus im frühen 2. Jahrhundert n. Chr. als Rutupiai bezeichnet.
- Das im späten 2. Jahrhundert entstandene Itinerarium Antonini erwähnt Richborough an drei Stellen, einmal im Iter Britanniarum[1], daneben zweimal im Iter II, „Der Weg vom Wall zum Hafen von Ritupiae“.[2] Hier werden auch alle Straßenstationen vom Hadrianswall bis nach Richborough aufgezählt. Die Entfernung zwischen dem Portus Ritupiae und der vorletzten Station, Durovernum (Canterbury), wird mit zwölf Meilen angegeben.[3]
- In der Tabula Peutingeriana ist der Ort als Rutupis eingetragen.
- In der Notitia Dignitatum scheint Rutupis im späten 4. Jahrhundert als Garnisonsort des Litus Saxonicum zwischen Regulbium (Reculver, Kent) und Anderitum (Pevensey, East Sussex) auf.
- Darüber hinaus wird Richborough im 7. Jahrhundert noch in der Cosmographia des Geographen von Ravenna[4], als Rutupiae, dieses Mal zwischen Durovernum Cantiacorum (Canterbury) und Durobrivae (Rochester, Kent), erwähnt.

## Lage und Funktion

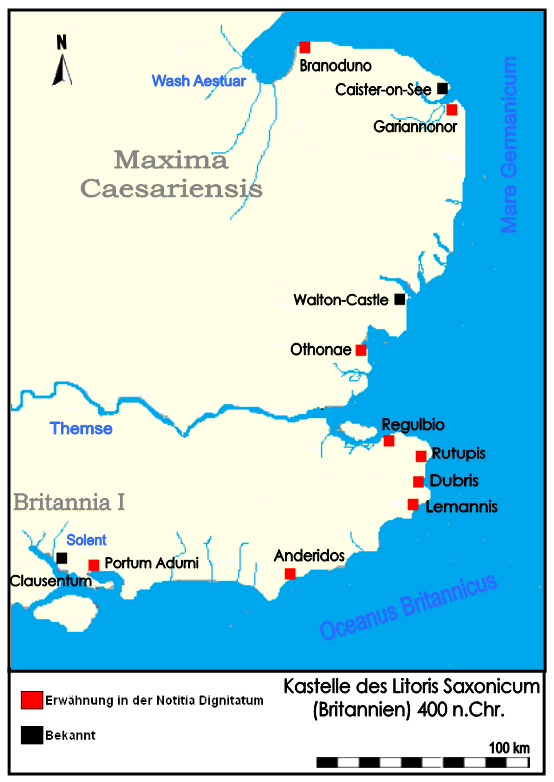
Die Sachsenküstenkastelle um 400 n. Chr.

Die Besatzung des Kastells sicherte – zusammen mit Kastell Regulbium – einen der wichtigsten Hafenorte der britischen Provinzen, den südlichen Eingang des Wantsum-Kanals, die Insel Thanet und den Eingang zum Stour-Tal. Von hier aus konnte man relativ problemlos den Oceanus Britannicus nach dem gallischen Gesoriacum (Boulogne-sur-Mer) überqueren. Das Kastell lag etwas nördlich von Sandwich (Kent), nahe der Ostküste von Kent. Es stand auf einem niedrigen, isolierten Hügel, einem Ausläufer der Canterbury Downs, der sich 18 m über dem Meeresspiegel erhebt und heute zur Gänze von Marschland umgeben ist. Im Norden und Westen breiten sich Ebenen aus, die ihn von der Isle of Thanet trennen, diese erstrecken sich auch nach Osten und Süden, wo der Stour ins Meer mündet. Nur im Westen und Südwesten ist der Sumpfgürtel schmäler, von dort aus kann man die Hochebene im Landesinneren erreichen. Es ist auch heute noch ein etwas abgelegener Ort und der letzte Aussichtspunkt vor der Küste. In römischer Zeit war der Kastellhügel eine Halbinsel und an zwei Seiten vom Meer umgeben, abgesehen vom Süden und Westen. Der damals noch schiffbare Wantsum-Kanal war ein großer Gezeitendurchlaß, der Schiffen, die in die Themse/Thamesis einlaufen wollten eine sichere Passage nach London/Londinium garantierte, ohne die Risiken, die eine Umfahrung der Insel Thanet auf offener See mit sich brachten. Er ist im Lauf der Jahrhunderte verlandet, nur Marschland und Deiche markieren die Stellen, wo in der Antike noch ein reger Schiffsverkehr möglich war. Die Ruine des Sachsenküstenkastells liegt daher heute circa drei Kilometer landeinwärts. Der antike Hafen ist heute ebenfalls Sumpfland. Am Rand des Kastellareals steht heute eine Fabrik, das östliche Ende des Lagers wurde ab dem 15. Jahrhundert durch Erosion und später noch durch die Anlage einer Eisenbahnlinie zerstört. Der Ort war auch Ausgangspunkt der Watling Street, eine Fernstraße die zunächst nach London und dann über St. Albans und Wroxeter bis nach Zentralwales und in den Norden führte. Heute erinnert nur noch ein schmaler Feldweg, westlich von Richborough, an sie.

## Forschungsgeschichte

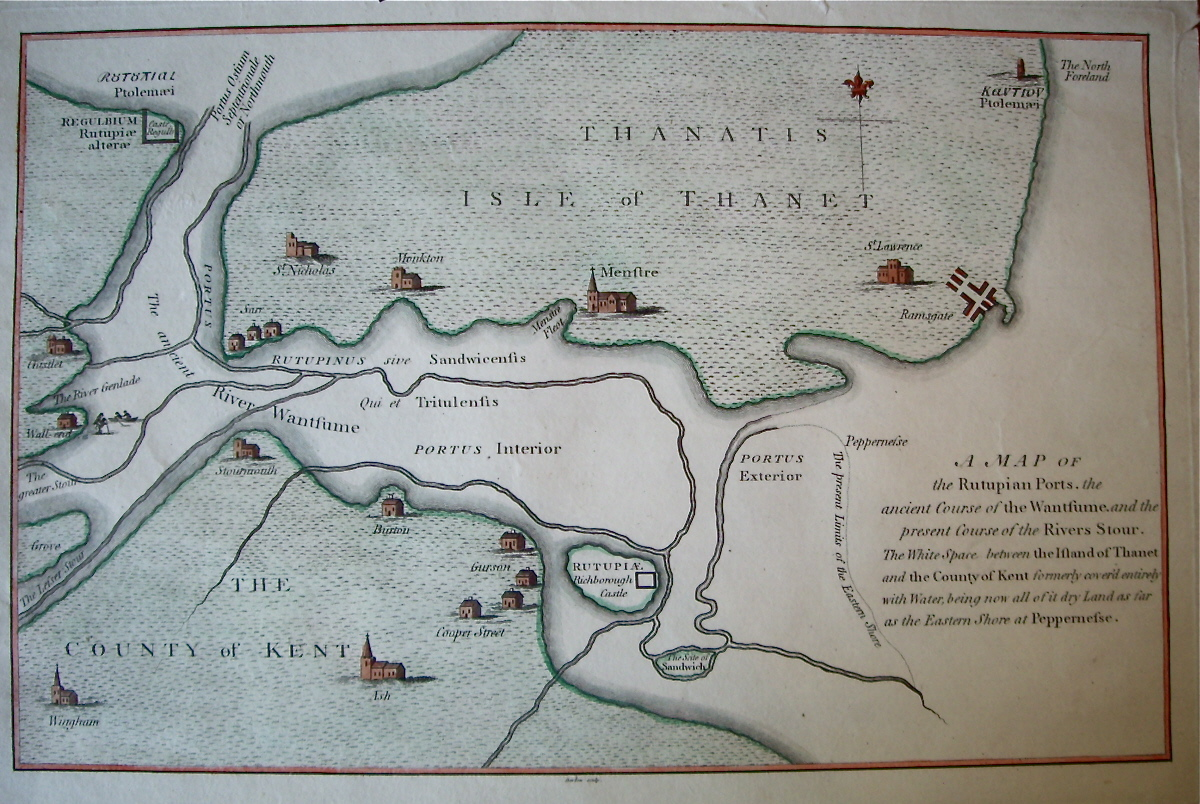
Historische Karte Küstenverlauf, Insel Thanet und Wantsumkanal im 18. Jahrhundert

John Leland beschrieb 1540 erstmals die Mauern des Sachsenküstenkastells und die Fundamente des Triumphbogens. Weitere Berichte über römische Hinterlassenschaften wurden von William Boys im Jahre 1799 verfasst. Er erwähnt die Spuren von Straßen, die westlich des Kastells verliefen. 1846 wurden beim Bau der Eisenbahnlinie östlich des Kastells Mauerreste aus Feuerstein und Ziegeln und eine Apsis zerstört. 1849 wurden Teile des Amphitheaters freigelegt. Im Jahr 1887 fand George Dowker die Reste von antiken Steingebäuden mit Mosaikböden. 350 m weiter südlich wurden bei Eisenbahnbauarbeiten im Jahre 1926 nahe dem Amphitheater die Reste von zwei romano-britischen Tempeln, ein Gräberfeld, Brennöfen und weiteren römischen Gebäuden entdeckt. Die Ruinenstätte wurde 1894 von der Kent Archaeological Society aufgekauft, zunächst einem Gremium von Treuhändern überantwortet und eingezäunt; später wurde das Areal in das National Heritage of England übernommen.
Die umfangreichsten Ausgrabungen wurden von Joselyn P. Bushe-Fox – im Auftrag der Society of Antiquaries of London und dem Minister für öffentliche Bauten und Arbeit – mit Hilfe von arbeitslosen Bergleuten in den 1920er und 1930er Jahren durchgeführt. Zwischen 1959 und 1969 führte die Kent Archeological Rescue Unit (KARU) Ausgrabungen im Kastell durch. 1965 erkannte Ian Archibald Richmond, dass die Fundamente im Zentrum des Kastells und Marmorfragmente zu einem Triumphalmonument gehörten. Eine abschließende Zusammenfassung der Grabungsergebnisse wurde von Barry Cunliffe 1968 herausgegeben. Im Jahre 2000 fertigte man Luftaufnahmen des antiken Stadtareals an. 2001 wurden zur Vervollständigung 22 ha des Grabungsgeländes geophysikalisch untersucht. Hierbei konnten vor allem der genaue Verlauf der römischen Straßen geklärt werden. In den Jahren 2001 und 2008 konnten Archäologen des English Heritage bestätigten, dass der antike Küstenverlauf mit dem heutigen Flussbett des Stoure fast identisch ist.

## Entwicklung

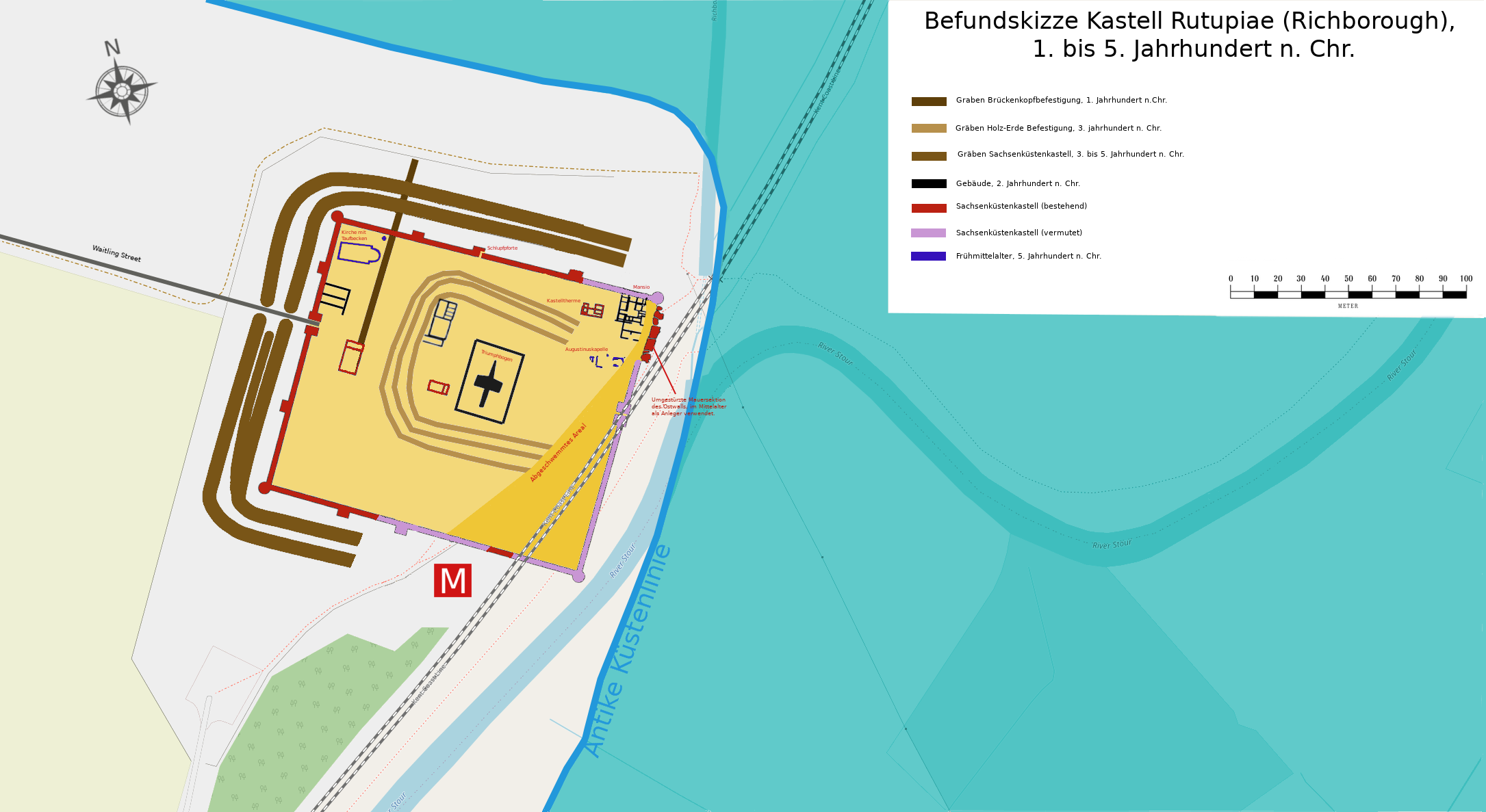
Befundskizze des Kastellhügels

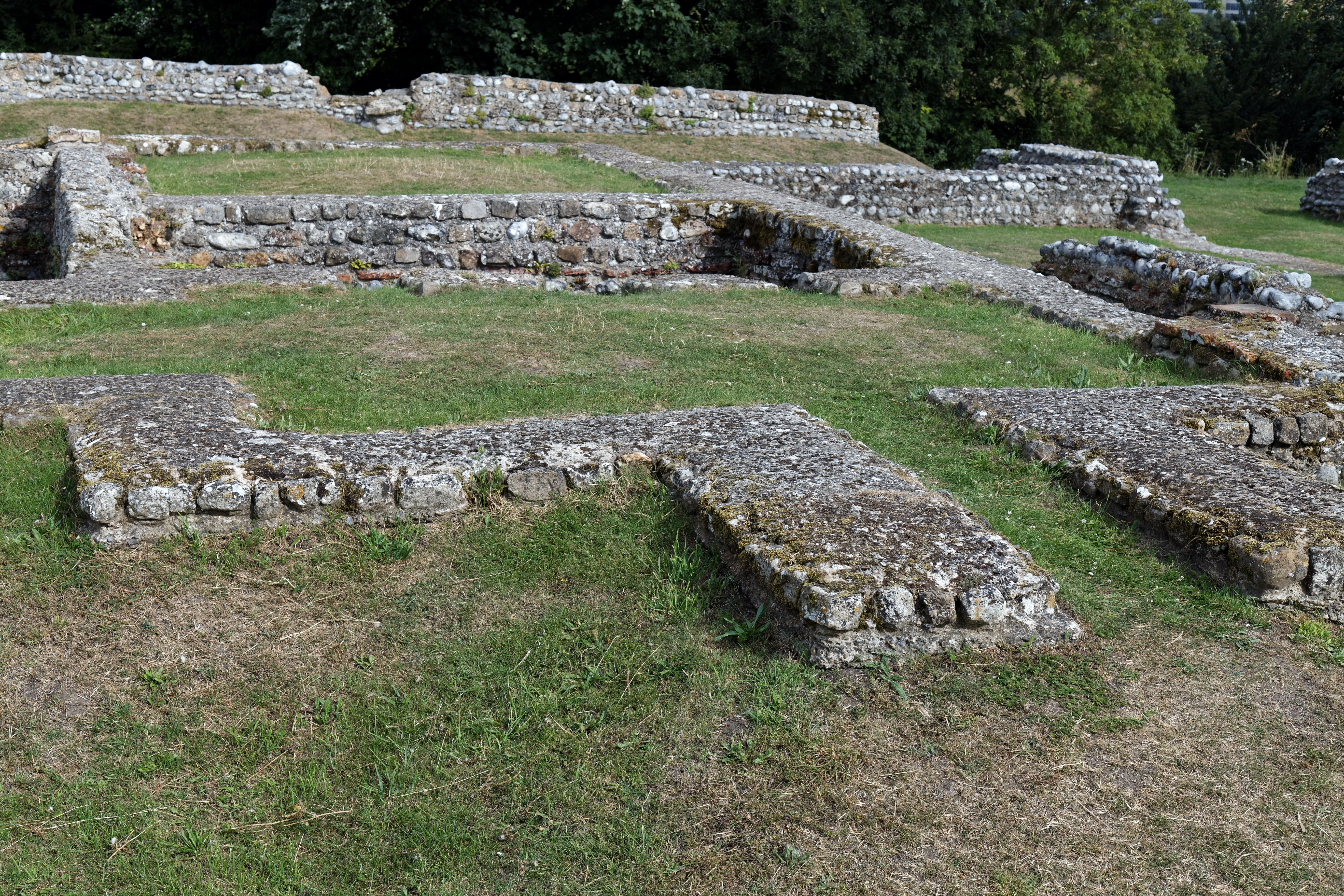
Reste der Mansio von Westen

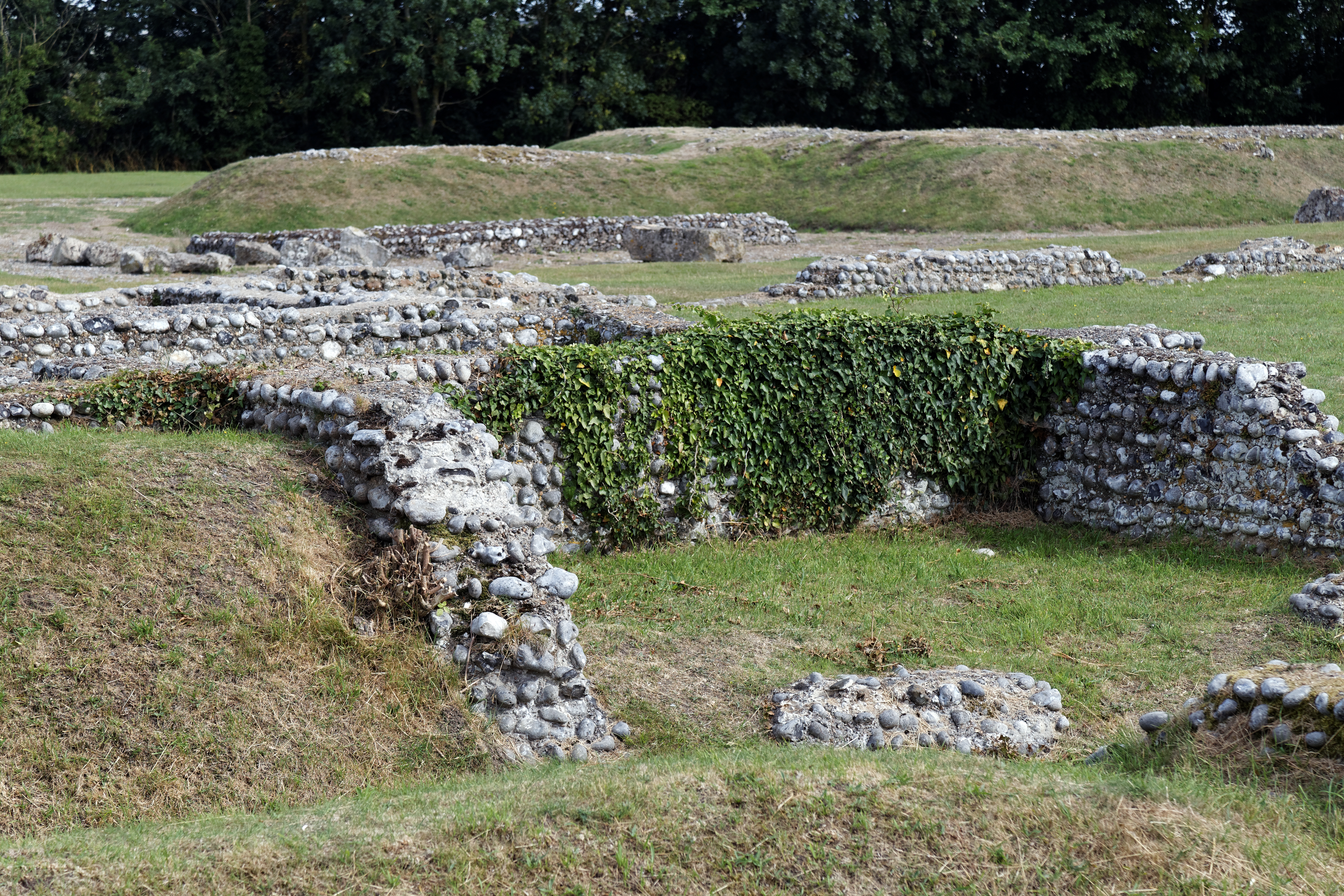
Gebäude in der Nordwestecke des Kastells mit Blick auf die Reste des Triumphbogens im Hintergrund.

Die Ufer des Wantsum-Kanals wurden schon seit der späten Bronzezeit besiedelt. Auch der Kanal selbst war vermutlich seit prähistorischer Zeit ein wichtiger Verkehrsweg. Bei Richborough wurden Spuren einer größeren Siedlung aus dem 7.–6. Jahrhundert v. Chr. beobachtet. Keramikscherben der frühen Eisenzeit, die in einigen Fällen mit Gräben in Verbindung gebracht wurden, zeugen ebenfalls von einer Besiedlung des Hügels in vorrömischer Zeit. Zur Zeit der römischen Invasion wurde die Region von den kelto-britischen Stämmen der Catuvellauni, Atrebaten und Trinovanten beherrscht.
Im Jahr 43 n. Chr. landeten die Römer unter Kaiser Claudius im Zuge ihrer zweiten Invasion in Britannien. Rutupiae war einer ihrer Brückenköpfe, hier ging Aulus Plautius wohl mit den Großteil der Truppen – wahrscheinlich bis zu drei Legionen – an Land. Die Legio II Augusta unter dem Befehl Vespasians betrat etwas weiter südlich britischen Boden. Die Okkupationsarmee wird heute auf ungefähr 800 Schiffe und 40.000–50.000 Mann geschätzt. Zu dieser Zeit war dieser Ort eine gut geschützte Lagune zwischen der Küste und der Insel Thanet (Thanatusins). Archäologische Ausgrabungen haben ergeben, dass sofort nach der Landung begonnen wurde, den Brückenkopf zu befestigen und eine Infrastruktur aufzubauen.
Fast der gesamte Richborough Hill war wahrscheinlich während der Römerzeit großflächig bebaut. Heute sind in der nordöstlichen Ecke nur noch die Überreste des Sachsenküstenkastells sichtbar, das in den letzten Jahrzehnten der römischen Herrschaft den Kern des Hafenortes bildete. Die Ausgrabungen von Bushe-Fox für die Society of Antiquaries haben jedoch gezeigt, dass dem Kastell noch eine ganze Reihe von anderen Gebäuden vorausgingen, von denen einige militärische und andere offenbar zivilen Ursprungs waren. Nach Konsolidierung ihrer Herrschaft im südöstlichen Britannien in der Mitte des 1. Jahrhunderts wurde Rutupiae zur bedeutendsten Marine- und Nachschubbasis für das weitere Vordringen der Römer in Britannien. Neue Militärstraßen wurden von hier in Richtung Canterbury und London angelegt, zahlreiche Holzbauten an einem gitterförmigen Straßennetz errichtet, um die Soldaten und Versorgungsgüter darin unterzubringen. Um das Jahr 85 änderte sich das Erscheinungsbild Rutupiaes grundlegend, die provisorischen Holzbauten der Gründungszeit wurden beseitigt und teilweise durch solidere Steinkonstruktionen und einem monumentalen Triumphbogen (Quadrifrons) ersetzt. Die Standorte derartiger Monumente hatten für die Römer eine große symbolische Bedeutung. Die Aufstellung des Monuments ist daher auch das stärkste Indiz dafür, dass Claudius’ Invasionstruppen hier tatsächlich zuerst britischen Boden betraten. In weiterer Folge sollte er aber wohl auch die Unterjochung der einheimischen Bevölkerung und Roms Macht hervorheben. Der militärische Fokus verlagerte sich jetzt aber in den Norden und Westen der Insel. Rutupiae wurde zudem vom 25 km entfernten Portus Dubris/Dover als Hauptversorgungs- und Marinestützpunkt abgelöst. Trotzdem entwickelte es sich zu einer blühenden Küstenstadt, zu ihrer Infrastruktur zählte nun auch eine große Mansio (Herberge). Die Stadt war im ganzen Römischen Reich auch für die Qualität ihrer Austernbänke bekannt. Diese werden bei Juvenal als auf einer Stufe mit denen vom süditalienischen Lukriner See/Lucrinus Lacus erwähnt.
Um die Mitte des 3. Jahrhunderts erforderten drastische politische und wirtschaftliche Umwälzungen im Reich eine Befestigung der damals offenbar schon weitgehend zerstörten Hafenstadt. Möglicherweise hatte sich ein Großteil der wirtschaftlichen Aktivitäten nach Londinium verlagert. Man errichtete rund um den Triumphbogen zunächst eine provisorische Befestigung. Ein Großteil des Areals der Zivilstadt wurde planiert, auch der inzwischen wohl ebenfalls schon verfallene Quadrifrons wurde vollständig abgetragen. Mit dem Abbruchmaterial wurden die massiven Wehrmauern des Sachsenküstenkastells hochgezogen und sein Marmor zu Kalk gebrannt. Es scheint, dass mit seinem Bau um 277 begonnen und dieser 285 beendet wurde. Als die Kastellmauern fertiggestellt waren, wurden auch die restlichen Erdwerke und Gräben abgetragen bzw. zugeschüttet. Die Festung wurde vermutlich vom Usurpator Carausius zur Abwehr einer Invasion durch Truppen der römischen Zentralregierung in Auftrag gegeben. Eine neue Bedrohung in Gestalt von angelsächsischen und fränkischen Piraten trat nun in Erscheinung. Sie waren die Vorhut der späteren sächsischen Siedler, die sich bald, über die Nordsee kommend, dauerhaft in Britannien festsetzen sollten. Der Limes an der „Sachsenküste“ wurde als eigenständiger Militärbezirk eingerichtet bzw. stärker befestigt. An der Mündung des Wantsum wurde im Zuge dessen u. a. auch das Lager von Regulbium/Reculver errichtet.
359/360 durchbrachen Pikten und Scoten die Nordgrenze und verheerten große Teile Britanniens. Um sie wieder zurückzuschlagen, setzte Kaiser Julian Apostatata seinen Heerführer, den Magister equitum per Gallias Lupicinus in Marsch, der bald darauf mit einer Armee aus Heruler- und Bataversöldnern in Rutupiae eintraf und mit ihnen zunächst nach Londinium marschierte, um von dort aus sein weiteres Vorgehen zu planen. 367 fielen Attacotten, Pikten und Sachsen nach Absprache gleichzeitig in Britannien ein, vernichteten oder zerstreuten die auf der Insel stationierten römischen Streitkräfte, töteten ihren Heerführer, den Comes Maritimus Nectaridus und belagerten den Dux Fullofaudes in seiner Festung. Danach riss ein Usurpator, Valentinus, die Herrschaft über die britischen Provinzen an sich. 368 landete daher der Comes Flavius Theodosius im Auftrag Kaiser Valentinians I. mit seiner Armee in Rutupis, warf den Aufstand des Valentinus rasch nieder, sicherte den Hadrianswall, schlug die Eindringlinge vernichtend und stellte so die römische Ordnung auf der Insel – für ein letztes Mal – wieder her. Es ist wahrscheinlich, dass ab der zweiten Hälfte des vierten Jahrhunderts der allmähliche Niedergang des römischen Britannien einsetzte, bei dem auch seine Infrastruktur mehr und mehr zerfiel. Sicherlich gab es noch funktionierende Handelsnetzwerke, wie aus den Keramikfunden für diesen Zeitraum hervorgeht, aber dennoch war auch die lokale Produktion rückläufig. Die Kastelle in East Kent und insbesondere das in Richborough spielten in den letzten Jahren der römischen Provinz aber wohl noch eine bedeutende Rolle. Es gibt einige Hinweise auf gestempelte Bleibarren und andere Funde aus dem späten vierten Jahrhundert, die dort geborgen wurden. In der nordwestlichen Ecke des Kastells wurde die Reste einer spätantiken Kirche ausgegraben und jüngste Untersuchungen haben gezeigt, dass der Vicus im vierten Jahrhundert sogar noch etwas erweitert wurde. Bei den Ausgrabungen fand man zudem über 20.000 Münzen aus der Zeit zwischen 395 und 402 auf dem Kastellareal, weit mehr als im übrigen Britannien. Darunter war auch eine Menge kleinerer Nominale, ein starkes Indiz dafür, dass Rutupis bis zum Ende der Römerherrschaft ein wichtiges Wirtschafts- und Finanzzentrum in der Region war. Das Kastell in Richborough war wohl eine der letzten römischen Stützpunkte in Britannien, der von seiner regulären Garnison geräumt wurde.
Im frühen 5. Jahrhundert hatte sich die weströmische Verwaltung und Armee in Britannien schon aufgelöst, im ehemaligen Sachsenküstenkastell herrschte dennoch weiterhin rege Betriebsamkeit. Als Augustinus von Canterbury im Jahr 597 Britannien besuchte, ging er wahrscheinlich in Rutupis an Land. Mit der Landung des Missionars, der von Papst Gregor I. entsandt worden war, war auch der Kontakt mit Rom wiederhergestellt worden. Aufgrund seiner günstigen Lage an der Kanalküste blieb dieser Ort auch weiterhin besiedelt. Der romano-britische König Vortigern stellte angelsächsischen Söldnern unter ihren Anführern Hengist und Horsa die Insel Thanet als Siedlungsland zur Verfügung. Von dort aus sollte die angelsächsische Okkupation Britanniens im Jahr 449 ihren Anfang nehmen. Gegen Ende des 5. Jahrhunderts war Thanet ein Teil des ersten angelsächsischen Königreichs von Kent. Bei Ausgrabungen im Jahr 2008 stieß man u. a. auch auf eine Dockanlage aus dem Mittelalter. Ein Beweis dafür, dass der Ort – und wohl auch das Kastell – zu dieser Zeit noch als Hafen genutzt wurde. Der Wantsum-Kanal begann ab dem 12. Jahrhundert zu verlanden, das letzte Schiff durchfuhr ihn im Jahre 1672, auch der Hafen musste danach aufgegeben werden.

## Brückenkopfbefestigung
Dieses Sperrwerk wurde wahrscheinlich während der Invasion Britanniens, 43 n. Chr., in großer Eile errichtet, um die Landezone gegen Überraschungsangriffe der Briten abzusichern. Von der Befestigung konnten Spuren eines Doppelgrabens an der Innenseite des Sachsenküstenkastells (im Nordosten) beobachtet werden. Es handelte sich wohl um ein insgesamt 2700 m langes, sichelförmiges Sperrwerk, bestehend aus einem östlich gelegenen Torf-Erde-Wall mit Palisadenpfählen und zwei vorgelagerten V-Gräben (ca. 650 m sind noch heute sichtbar), das sich von Nord nach Süd, parallel zum damaligen Küstenverlauf, erstreckte. Im Nordosten endeten die Gräben in Marschland, im Süden wurden sie beim Bau einer Eisenbahnlinie zerstört. Der innere Graben war 3,5 m breit und zwei Meter tief, der äußere war etwas schmäler und verlief zwei Meter entfernt. Unweit des Westtors des Sachsenküstenkastells wurden diese Gräben von einem 9 m breiten gepflasterten Damm unterbrochen, dort durchbrach – landseitig – über ein 3,25 m breites Tor den Wall, das von einem – auf vier Pfählen ruhenden – Holzturm gesichert wurde. Das Lager erstreckte sich wohl weit nach Osten zur heutigen Klippen- und Marschlandlinie. Im Westen als auch vor allem im Osten Walls stieß man auf die Reste von römischen Gebäuden. Insbesondere in der Nähe der heutigen Klippe wurden Spuren von mehr als einem halben Dutzend länglichen Holzgebäuden gefunden, die 35 m lang und 8 m breit waren und in Reihen angeordnet waren. Der Zweck dieser Gebäude war, so kann vermutet werden, in den ersten Jahren der Eroberung Lagerräume für die Unterbringung von Militärgütern und Ausrüstung zu schaffen. Ein mit Lehm verschmierter Brunnenschacht befand sich 6 m östlich des Sachsenküstenkastells. Der Inhalt dieses Brunnens zeigte, dass er schon zehn Jahre nach der Invasion wieder zugeschüttet worden war. Keramik aus spätkeltischer und claudischer Zeit, Münzen des Agrippa, Tiberius und Claudius konnten dort als Beifunde geborgen werden, Objekte aus der Zeit des Claudius wurden in den Schichten darüber gefunden wurden. Wie lange die frühe militärische Besetzung des Geländes andauerte, kann noch nicht mit Sicherheit gesagt werden. Es war wahrscheinlich nur von kurzer Dauer; schätzungsweise bis 50 n. Chr. Es ist nur klar, dass der Hügel bis zum letzten Viertel des Jahrhunderts für andere Zwecke genutzt wurde. Der Erdwall wurde eingeebnet und die Gräben zugeschüttet.

## Holz-Erde-Befestigung am Triumphbogen

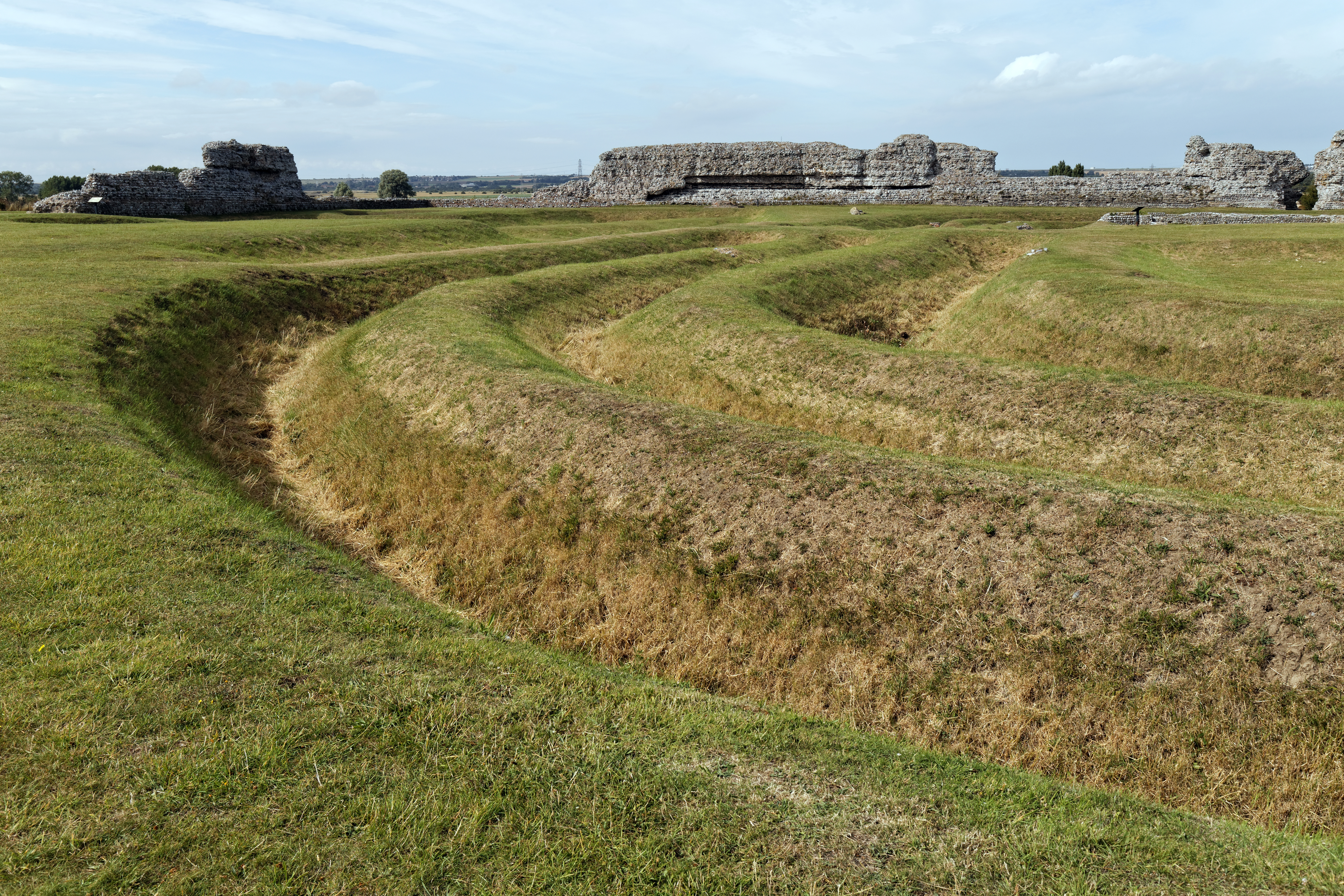
Spitzgräben aus dem 3. Jahrhundert (Triumphbogen)

In der Mitte des 3. Jahrhunderts wurden offenbar die Häuser um den Triumphbogen geräumt beziehungsweise abgerissen und das Areal mit drei Spitzgräben und einem Erdwall umgeben. Die Gräben endeten an der Mansio und der Watling Street, wo sich vermutlich das Haupttor der Befestigung befand. Die Befestigungsanlagen standen wohl 25–30 Jahre in Verwendung.

## Sachsenküstenkastell
Das Sachsenküstenkastell stand auf leicht erhöhten Grund im Norden der Bucht. Der spätantike Komplex besaß zwar noch den für mittelkaiserzeitliche Kastelle typischen – rechteckigen – Grundriss, aber keine abgerundete Ecken mehr. Des Weiteren konnte auch kein rückwärtiger Erdwall mehr nachgewiesen werden. An zwei Seiten waren Tore in die Wehrmauer eingelassen, die von je zwei Türmen flankiert wurden. Mit 2,5 ha etwas kleiner als das benachbarte Regulbium (Reculver), waren die Mauern des Kastells aber wesentlich massiver konstruiert und vermutlich nachträglich noch einmal modernisiert worden. Die östliche Seite der Festung ist heute komplett zerstört. Trümmer des Ostwalls wurde im 15. Jahrhundert noch als Dock genutzt.

### Umwehrung

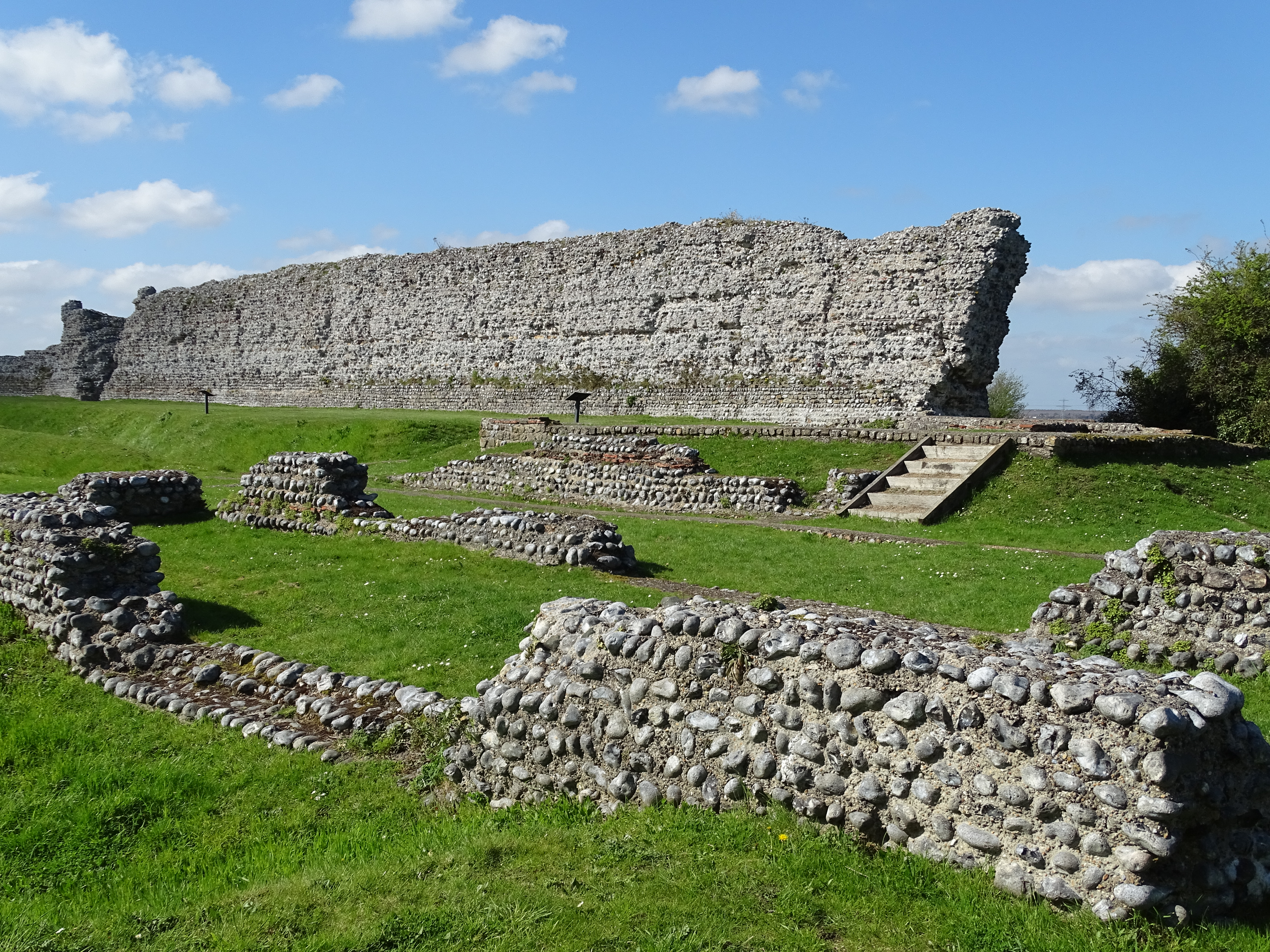
Ruinen der nördlichen Umfassungsmauer des spätrömischen Kastells

Große Abschnitte der an der Basis 3,3 m messenden Mauer stehen heute noch bis zu einer Höhe von acht Metern. Dies war auch die Höhe des Wehrganges, der vermutlich durch ca. zwei Meter hohe Zinnen geschützt wurde. Die Mauer wurde hauptsächlich aus Flintstein erbaut, aber auch zahlreiche andere Gesteinsarten, wie z. B. Kalkstein aus der Umgebung fanden hierfür Verwendung. Der Nordwall z. B. dürfte größtenteils aus dem Material des abgebrochenen Triumphbogens bestehen. Hier ist an einer Stelle deutlich eine markante Änderung in der Konstruktion der Mauer zu erkennen. Vermutlich war dieser Abschnitt von einem anderen Bautrupp errichtet worden.
Der Kern der Mauer bestand aus in Zement gebundenem Bruchstein, der mit roh zugehauenen Blöcken verkleidet wurde. Sechs zweibändrige Ziegelreihen (sie enthalten auch eine kleine Menge wiederverwendeter Dachziegel) wurden in einem Meter Abstand zueinander eingefügt. Gut sichtbar sind überall auch noch kleinere quadratische Vertiefungen (sog. putlog holes), in denen einst die Stützbalken des Baugerüsts verankert wurden. Die äußere Verblendung ist heute größtenteils verschwunden, da deren Steinmaterial für den Bau der Stadtmauer des nahegelegenen Sandwich verwendet wurde. Auch die heute sichtbaren großen Löcher im Wall wurden von Steinräubern verursacht.

### Tore und Türme

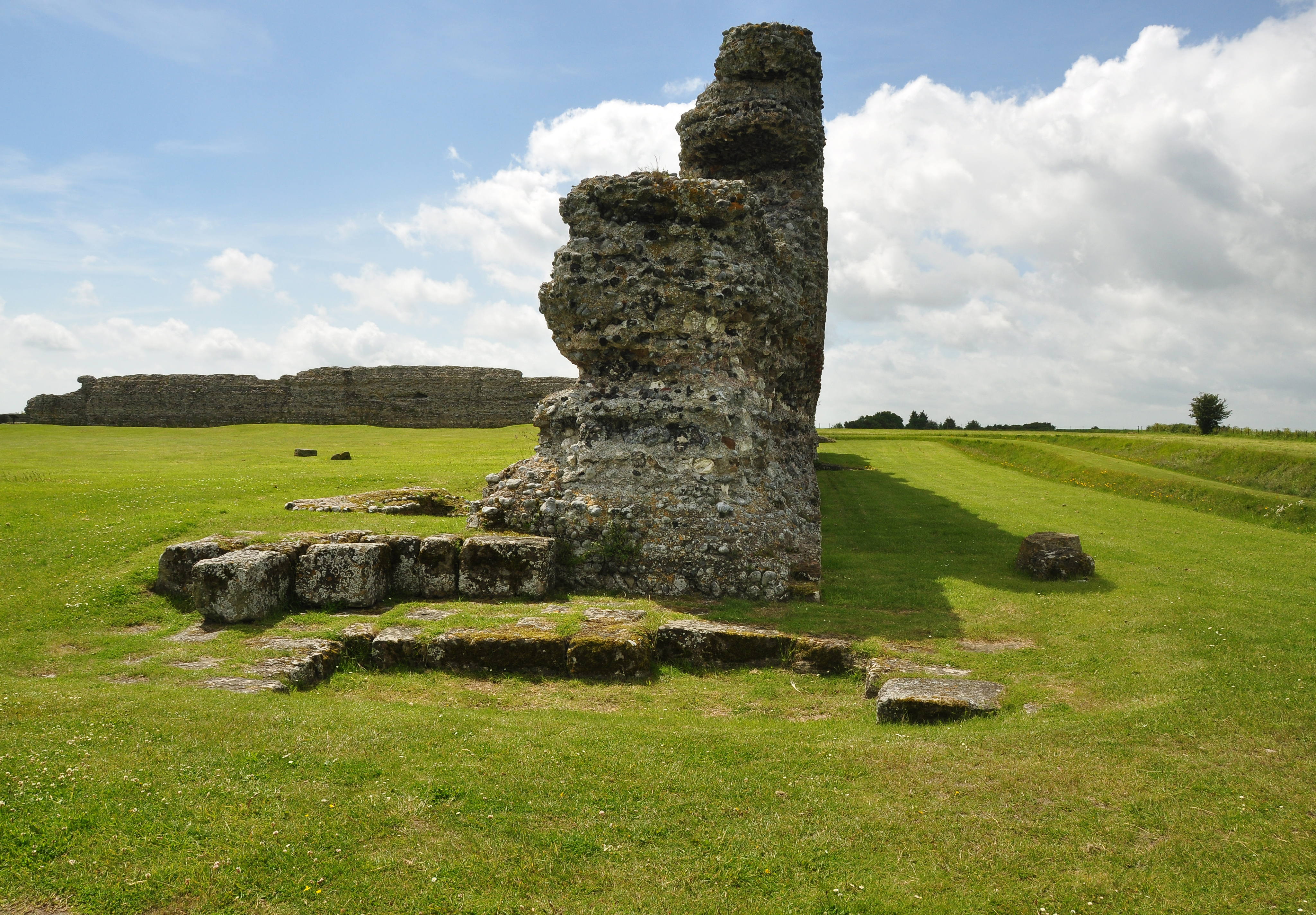
Überrest des Westtors

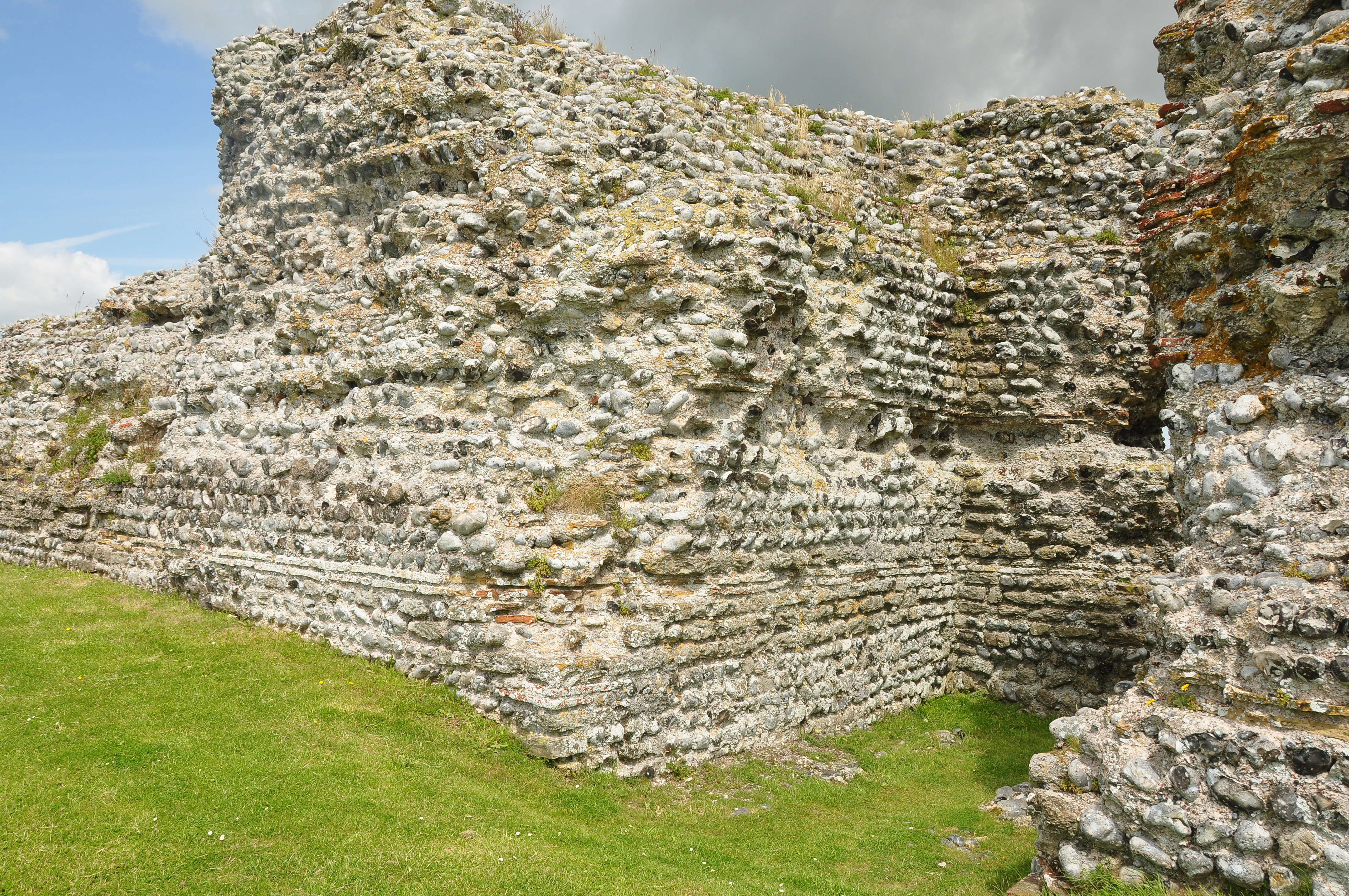
Bastion mit Schlupfpforte an der Nordmauer

Die Mauerecken waren mit vier vorkragenden, halbrunden massiven Türmen geschützt, während die zwölf Zwischen- und vier Tortürme rechteckig und im inneren begehbar waren. Ihre Zwischenböden bestanden aus Holz. In ihnen waren wahrscheinlich Wachstuben, Wohn- oder Lagerräume untergebracht. Ihre untersten Böden bestanden aus einer Schicht Kieselsteine, zu erkennen noch im Turm zwischen dem Nordost-Eckturm und der nördlichen Schlupfpforte. Im Zwischenturm nördlich des Westtores befand sich eine Latrine. Die Fundamente des Südwest-Eckturmes sind heute noch zu sehen. Auf den Ecktürmen standen wahrscheinlich schwere Pfeilschleudergeschütze (ballista).
Die beiden etwas versetzten Toranlagen im Osten (Hafenseite) und das Haupttor im Westen (Landseite) waren je mit einer Durchfahrt versehen. Die Wachstuben befanden sich über den Torbögen. Sie waren von zwei rechteckigen Türmen flankiert. Über sie gelangte man auch auf den Wehrgang. Am Nord- und Südwall waren in den zentralen Zwischentürmen (an ihrer Ost- bzw. Westseite) noch zwei kleine Schlupfpforten eingelassen. Die nördliche ist noch bis zu ihrer ursprünglichen Höhe erhalten geblieben.

### Wehrgräben
Zwei V-förmige Wehrgräben umgaben noch zusätzlich die Kastellmauern als Annäherungshindernis. Der innere war 10 m breit und 3 m tief, der äußere 8 m breit und 2 m tief. Ein dritter Graben, zwischen den beiden Hauptgräben, am Westtor war vermutlich das Ergebnis eines Vermessungsfehlers. Er wurde deshalb schon bald nach seinem Aushub wieder zugeschüttet.

### Innenbauten
Im 4. Jahrhundert bestanden fast alle Gebäude im Inneren des Kastells aus Holz. Insgesamt konnten 17 davon archäologisch nachgewiesen werden. Es handelte sich meist um einfache, langrechteckige Holzständerbauten. Die Zwischenwände waren in Fachwerktechnik ausgeführt worden. In der Südostecke standen zwei größere Speicherbauten (Horreum). Im Zentrum, am Standort des ehemaligen Triumphbogens wurden die Principia des Lagers errichtet.
Im 5. Jahrhundert wurde an der Nordwestmauer über den Überresten eines Holzgebäudes aus dem 1. Jahrhundert eine kleine Kapelle mit einem hexagonalen, gekachelten Basin (wahrscheinlich ein Taufbecken) errichtet. Sie ist eines der sehr seltenen Zeugnisse für die Aktivitäten des aufkeimenden Christentums in Britannien und dürfte auch noch einige Zeit nach Abzug der römischen Armee in Gebrauch gewesen sein.

### Therme

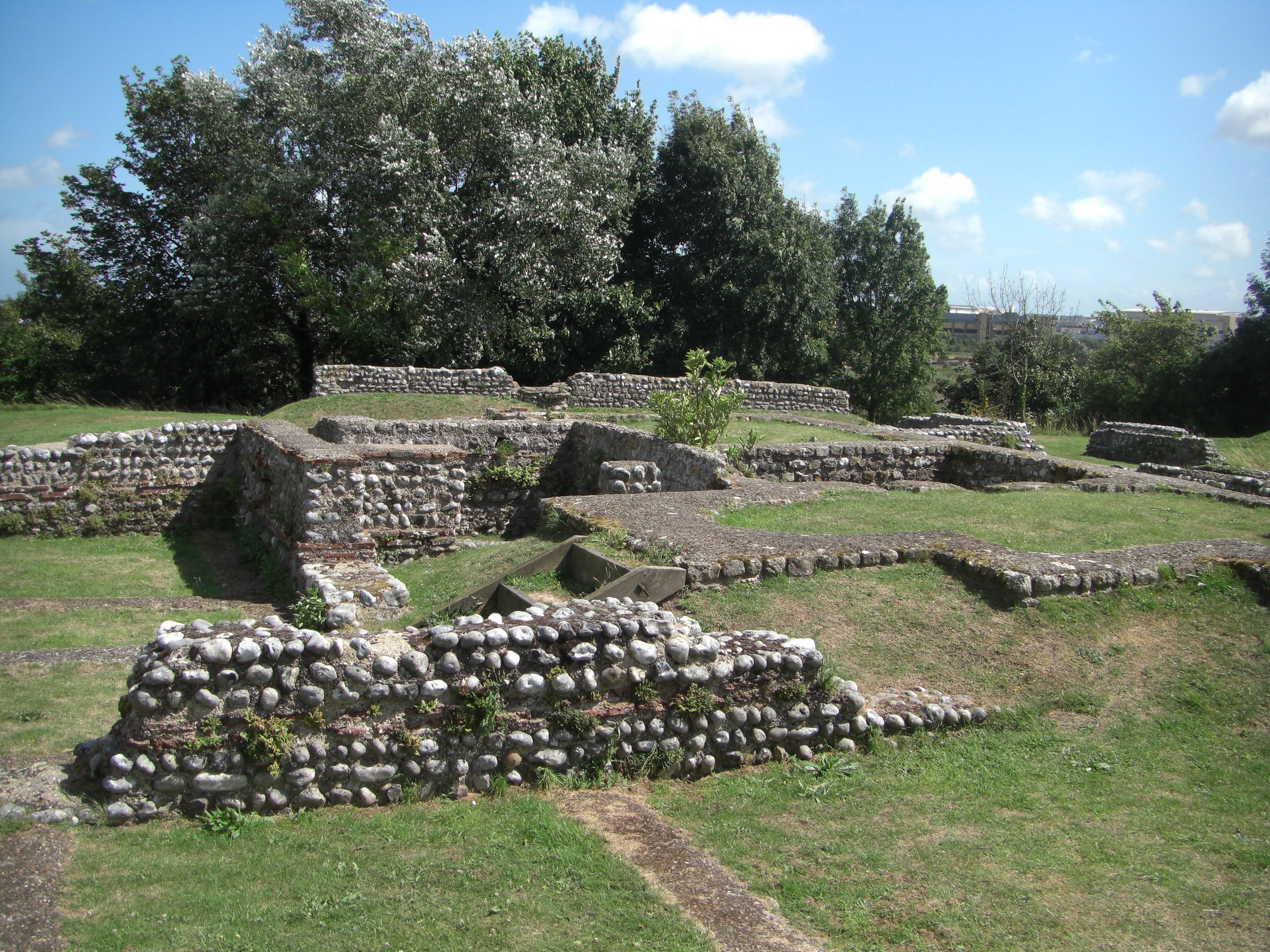
Blick von Nordwesten auf die Mauerreste des Kastellbades

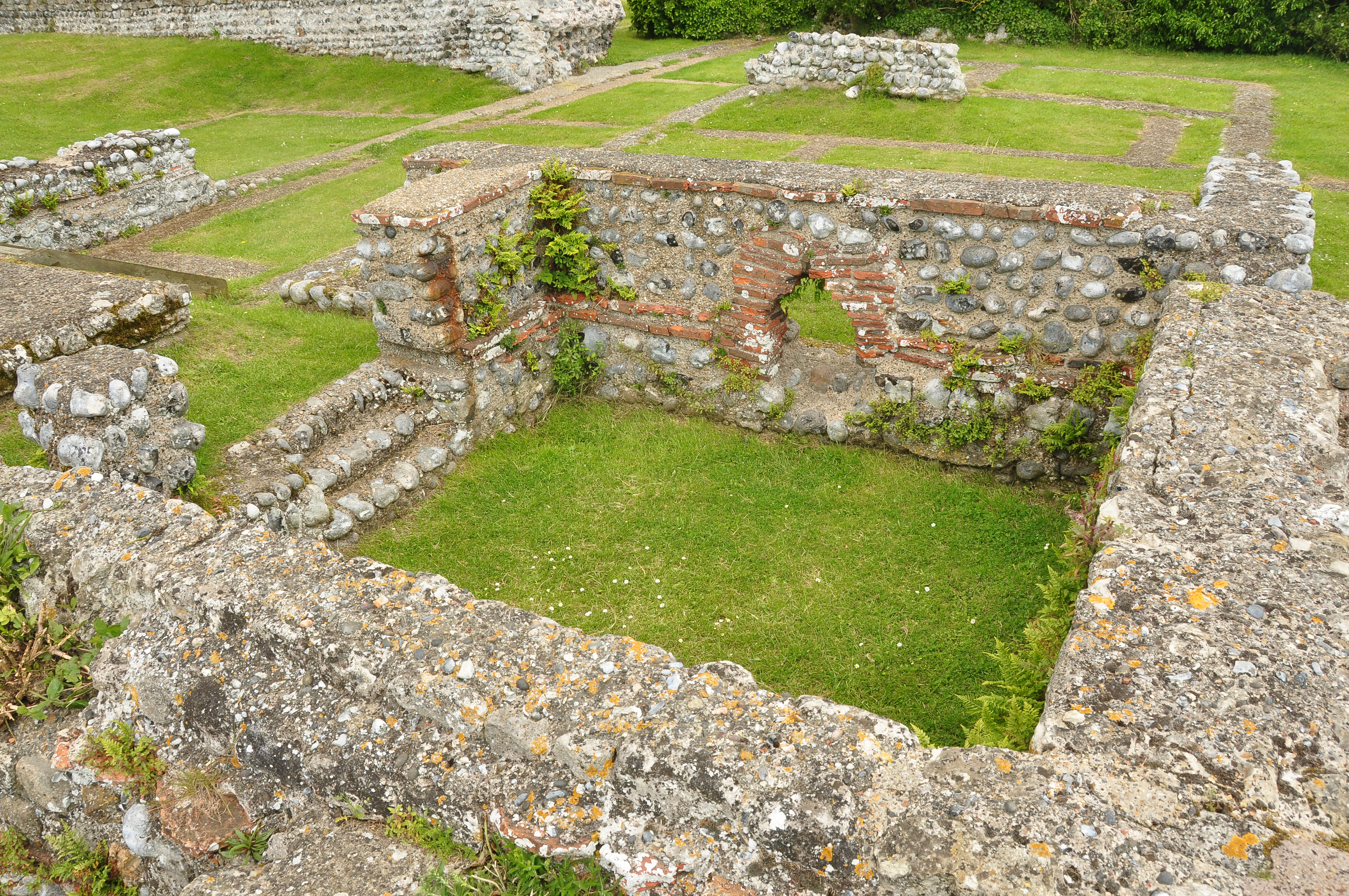
Heizkanal des Kastellbades

Im Nordostteil des Kastellareals wurde ein kleines, nach Ost-West ausgerichtetes, Badehaus (Reihenbadtyp) mit einem seitlich angebauten Becken freigelegt. Es war vermutlich das einzige in Steinbauweise errichtete Gebäude im spätantiken Lager und wurde direkt über den Resten der früheren Mansio und vermutlich gleichzeitig mit dem Kastell errichtet (Fund einer Münze des Kaiser Tetricus, 268–273 n. Chr., unter dem Estrichboden des Frigidariums) und wohl im 5. Jahrhundert aufgegeben.
Insgesamt konnten bei den Ausgrabungen drei Räume untersucht werden, einer davon war nicht beheizbar. Er liegt an der Ostseite des Gebäudes und misst 3,40 m × 3,60 m. An der Nordseite befindet sich eine mehrfach umgestaltete Piscina, die in eine rechteckige Nische (2,40 m × 1,65 m) eingebaut wurde. Im Westen schloss sich das 2,70 m × 3,60 m große Tepidarium an, danach das Caldarium. Beide sind mit einer Hypokaustenheizung ausgestattet, dessen Praefurnium sich an der Westseite des Caldariums befindet. Das dazugehörige Wasserbecken befand sich in einer an der Nordseite angebauten Apsis.

## Garnison
Am Ende des 4. Jahrhunderts war laut der Notitia Dignitatum im Kastell von Rutupis ein Präfekt mit einer Vexillation der Legio II Augusta unter dem Befehl des Comes litoris Saxonici per Britanniam stationiert (Praefectus legionis secundae Augustae, Rutupis). Das Lager von Rutupis war nicht groß genug, um die ganze Legion aufzunehmen. Die aus ihr hervorgegangenen Vexillationen waren wohl zu dieser Zeit schon im ganzen weströmischen Reich verstreut, da nach den Armeereformen der Kaiser Gallienus und Diokletian die besten Soldaten der mobilen Feldarmee (Comitatenses) zugeteilt wurden.

## Zivilstadt

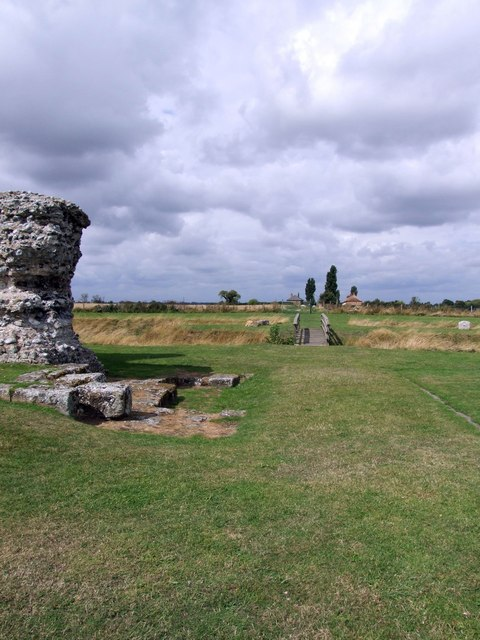
Ausgangspunkt der Watling Street am Westtor

Die erste provisorische Befestigung wurde von einer Bebauungsphase abgelöst, in der die Gräben planiert, ein Straßennetz angelegt und 12, 28 m × 9 m große Holzbauten, darunter zwei Lagerhäuser, errichtet wurden. Ab 70 hatte sich Rutupiae als wichtiger Handelshafen etabliert. Die Lagerhäuser wurden abgebrochen und durch schmale, langrechteckige Holzgebäude mit Veranda sowie straßenseitigen Geschäfts- und Wohnräumen im hinteren Bereich ersetzt (Streifenhaus).
Die mehrphasige Zivilsiedlung (zunächst wohl nur ein vicus) entstand in präflavischer Zeit. Ihr Zentrum lag westlich des Triumphbogens in einem von Erdwerken umgebenen Areal und setzte sich auch noch außerhalb dieser Wälle weiter fort. Die Lagerhäuser des Militärs wurden schon im 1. Jahrhundert nach und nach durch Wohnbauten ersetzt. Entlang der Watling Street und unmittelbar westlich des spätantiken Kastell, hinter einem Bergrücken, kamen ein ausgedehnter regelmäßiger Straßenraster und kleinere Fundamentgräben von Steingebäuden zum Vorschein. Die meisten Gebäude waren jedoch aus Holz errichtet worden. In einigen wurden Öllämpchen hergestellt oder Metall verarbeitet. Es muss sich um eine stadtähnliche, etwa 21–25 ha große Siedlung gehandelt haben, die ihre Blütezeit und größte Ausdehnung im 2. Jahrhundert erreichte. Weiters fand man ein Gräberfeld und die Reste von zwei kleinen Tempeln (Tempel 1 und 2). Nach 270 n. Chr. war die Stadt offenbar schon von den meisten ihrer Bewohner verlassen worden. Ihr Gelände wurde danach planiert und darauf – über der Fläche von sechs ehemaligen Insulae – das Kastell des Sachsenküstenlimes errichtet.

## Hafen
Über ihn ist nur wenig bekannt. Er befand sich östlich des Kastellgeländes, seine letzten Reste wurden beim Eisenbahnbau zerstört. Der Hafen bot einen sicheren Ankerplatz, der (wie Geologen glauben) vom natürlichen Wellenbrecher des Stonor-Strandes geschützt wurde. Im 3. Jahrhundert begann der Hafenbereich durch die Sedimentablagerungen des Stourflusses zu verlanden, besonders westlich der Stadt, was einer der Gründe für ihren Niedergang in dieser Zeit gewesen sein könnte.

## Mansio
Dieses mehrphasiges Gebäude stand an der der See zugewandten Seite des Stadtareals. Der genaue Verwendungszweck des Gebäudes ist nicht gänzlich geklärt, es scheint jedoch mit ziemlicher Sicherheit als Herberge (mansio) für Durchreisende und Staatsbeamte gedient zu haben. Die Mansio bestand im 1. Jahrhundert noch komplett aus Holz, ihre Räume waren um einen großen Innenhof angeordnet. Um 70 n. Chr. wurde sie völlig neu in Stein errichtet und um 85 noch weiter nach Nordosten erweitert. Sie wurde danach noch mehrmals umgebaut und während des 2. Jahrhunderts noch einmal völlig neu errichtet und dabei auch mit einer Hypokaustenheizung für einen Baderaum ausgestattet. Die Befestigungen des späten 3. Jahrhunderts um den Triumphbogen durchschnitten die Überreste von Wohnhäusern, sparten die Mansio aber aus. Sie muss zu diesem Zeitpunkt noch intakt gewesen sein. Vielleicht diente sie als Unterkunft für den Festungskommandanten. Das Gebäude stand noch bis ins späte 3. Jahrhundert. Nach ihrer Zerstörung durch den Bau des Sachsenküstenkastells wurde westlich ihrer Überreste das Lagerbad errichtet.

## Triumphbogen
Möglicherweise um den Sieg des Gnaeus Iulius Agricola in der Schlacht am Mons Graupius oder den Abschluss der Eroberung Britanniens unter Domitian zu feiern, wurde in Rutupiae ein rund 45 × 32 m großer Triumphbogen (Quadrifrons oder Great Monument) errichtet. Der mit weißem Carraramarmor aus Italien verkleidete, vierbogige Monumentalbau, ursprünglich etwa 25 m hoch, sollte wohl auch symbolisch den Eingang zu Roms neuer Provinz Britannien markieren (accessus Britanniae). Solche Monumente hatte man auch in anderen Provinzstädten aufgestellt (z. B. das sogenannte Heidentor im pannonischen Carnuntum). Seine kreuzförmigen (1,5 m breit, Nord-Südarm 25 × 21 m lang, West-Ostarm 14 × 7 m lang) angeordneten, aus in Lehm gebundenen Flintstein bestehenden und zehn Meter tiefen Fundamente sind heute noch gut sichtbar. Sie waren seit dem 17. Jahrhundert auch als Saint Austin-Cross bekannt. Man hielt sie lange für den Unterbau eines großen Leuchtturms bzw. als Teil seiner internen Stützkonstruktion. Die vier Hauptpfeiler waren von vier Torbögen flankiert, die mittig ein kreuzförmiges Gewölbe bildeten. Die westlichen und östlichen Bögen waren wesentlich breiter und höher und dienten als Durchgang der beidseitig über Treppen betreten werden konnte. Über den Bögen war noch ein kastenförmiger Oberbau mit Flachdach aufgesetzt worden. Er trug evtl. eine Reiterstatue oder Figurengruppe (Quadriga). Als Beifunde konnten Münzen des Vespasian (69–79) und samische Keramik aus der Zeit um 60–90 n. Chr., in der Sandschicht darüber noch Keramikscherben von 75–120 n. Chr. geborgen werden.
Einzelne bronzene Fundstücke und Bruchstücke des bearbeiteten Marmor geben heute eine gute Vorstellung davon, wie imposant er einmal ausgesehen haben könnte. In einigen der Marmorfragmente waren römische Zahlen eingeritzt, alle in kleinen Schriftzügen. In allen Fällen wurden die Ziffern auf die Rückseite der Platte angebracht und stehen daher entweder mit einer Wiederverwendung des Marmors in Zusammenhang oder, viel wahrscheinlicher, sie dienten als Markierung um die Platten an den richtigen Stellen des Bauwerks zu platzieren. Vielleicht war er dem Meeresgott Neptun geweiht, was sich in seiner Fassadendekoration widergespiegelt haben könnte. Es ist möglich, dass dieses Monument auch mit einer in Rom aufgefundenen monumentalen Inschrift, die die Unterwerfung von elf britischen Königen vor Kaiser Claudius zum Inhalt hat, in Zusammenhang steht. Die Inschrift war dort auf einem für Claudius errichteten Triumphbogen angebracht. Mitte des 3. Jahrhunderts wurde er mit Erdwällen befestigt, zusätzlich mit drei V-förmigen Gräben umgeben und als Beobachtungs- und Signalstation verwendet. Gegen Ende des Jahrhunderts (275–300) wurde er schließlich endgültig abgebrochen.

## Amphitheater
Das Amphitheater ist seit dem 18. Jahrhundert bekannt. Es stand etwa 400 m südwestlich des Sachsenküstenkastells auf der höchsten Erhebung der Halbinsel. Man vermutet, dass es im späten 3. Jahrhundert für die Kastellbesatzung errichtet wurde. Es handelte sich um eine ellipsoide Anlage mit zwei Haupteingänge in der Längsachse und massiven baulichen Strukturen im Bereich der Querachse innerhalb der Zuschauerränge. Die Amphitheater in Britannien wurden in der Regel nicht vollkommen aus Stein errichtet. Ausgrabungen im Jahre 1848 und jüngste geophysikalischen Untersuchungen innerhalb des Areals zeigten eine Arena, die von abgeschrägten zwölf Meter breiten und zwei Meter hohen Substrukturen aus Ton und Mörtelmauerwerk umgeben war. Auf ihnen waren die Holzsitze für die Zuschauer angebracht. Vom Amphitheater ist heute nur noch eine leichte Senke, die 62 × 50 Meter große Arena, zu erkennen. Die Magnetometeruntersuchungen zeigten auch große Steinkreisflächen unter den Zuschauerbänken, die sehr tief fundamentiert waren. An den Schmalseiten, an der Nord-West und Süd-Ost-Seite, gibt es Hinweise auf zwei zusätzliche Tore, die anscheinend von Türmen flankiert wurden. Es scheint, dass das Amphitheater auch kaiserzeitliche Siedlungsstrukturen überlagert hat.

## Hinweise
Die Fundstelle steht unter der Obhut von English Heritage und ist öffentlich zugänglich. Zu besichtigen sind Ruinen aus mehreren Phasen der römischen Besiedlung von Richborough.